# Paparazzi (project)
Paparazzi is een open-source besturingssysteem gericht op autonome onbemande luchtvaartuigen. De lage kosten en beschikbaarheid staat hobbyisten het gebruik toe in kleine op afstand bestuurde vliegtuigen. Het project begon in 2003 en wordt verder ontwikkeld en gebruikt bij de École nationale de l'aviation civile (ENAC), een Franse burgerluchtvaartacademie. Verschillende leveranciers produceren momenteel Paparazzi automatische piloten en accessoires.

## Werking
Een automatische piloot kan worden gebruikt om een op afstand bestuurd vliegtuig uit het zicht te blijven vliegen. Alle hardware en software is open-source en vrij beschikbaar voor iedereen onder de GNU licentieovereenkomst. Open source automatische piloot varianten zorgen voor meer flexibele hardware en software. Gebruikers kunnen gemakkelijk de automatische piloot wijzigen op basis van hun eigen speciale eisen, zoals bij bosbrand evaluaties. Paparazzi medewerkers delen hun ideeën en informatie met behulp van dezelfde MediaWiki software die wordt gebruikt door Wikipedia.
De Technische Universiteit Delft lanceerde in 2013 het Drone Autopilot System paparazzi als open source software, het systeem is gebaseerd op de  Lisa/S chip.